# Semiothisa praelongata
Semiothisa praelongata là một loài bướm đêm trong họ Geometridae.